# Miss Globo
Miss Globo (também internacional como The Miss Globe) é um concurso de beleza feminino de nível internacional criado no ano de 2010 com sede na Albânia. O certame é realizado anualmente e visa escolher a melhor e mais capacitada candidata para reinar como a mais bela do mundo, atuando em causas sociais e propagando a imagem do evento em todos os países que visitar. Os direitos de realização da competição é da Deliart Association, comandada pelo empresário Petri Bozo. Todos os anos, as edições contam com a participação de mais de 40 países com suas respectivas candidatas ao título assiduamente. Apesar de pouco divulgado, ele se assemelha, por nome, com o tradicional concurso de beleza Miss Globo Internacional, mas em nada tem relação com este.

## Vencedoras
Abaixo todas as vitoriosas da competição:
| Ano  | País      | Vencedora                    | Origem          | Nº | Local do Evento | R     |
| 2010 | Lituânia  | Laura Urbonaitė              | Alytus          | 40 | Saranda         | [ 1 ] |
| 2011 | Alemanha  | Stephanie Alice              | Berlim          | 41 | Tirana          | [ 2 ] |
| 2012 | Albânia   | Kleoniki Delijorgji          | Tirana          | 43 | Vlore           | [ 3 ] |
| 2013 | Romênia   | Bianca Maria Paduraru        | Bucareste       | 36 | Durres          | [ 4 ] |
| 2014 | Canadá    | Jacqueline Wojciechowski     | Ontario         | 40 | Shkodër         | [ 5 ] |
| 2015 | Filipinas | Ann Lorraine Maniego Colis   | Mexico          | 38 | Toronto         | [ 6 ] |
| 2016 | Índia     | Dimple Chetan Patel          | Mumbai          | 43 | Tirana          | [ 7 ] |
| 2017 | Vietnã    | Đỗ Trần Khánh Ngân           | Ho Chi Minh     | 53 | Tirana          | [ 8 ] |
| 2018 | China     | Yo Yizhou                    |                 | 45 | Tirana          |       |
| 2019 | México    | Alejandra Díaz de León Soler | San Luis Potosí | 49 | Ulcinj          |       |

## Demonstrativos

### Conquistas por País
| Títulos | País      | Vitórias |
| 1       | Vietnã    | 2017     |
| 1       | Índia     | 2016     |
| 1       | Filipinas | 2015     |
| 1       | Canadá    | 2014     |
| 1       | Romênia   | 2013     |
| 1       | Albânia   | 2012     |
| 1       | Alemanha  | 2011     |
| 1       | Lituânia  | 2010     |

### Conquistas por Continente
| Títulos | Continente | Última Vitória |
| 4       | Europa     | Romênia (2013) |
| 3       | Ásia       | Vietnã (2017)  |
| 1       | Américas   | Canadá (2014)  |
| 0       | África     |                |
| 0       | Oceania    |                |

## Desempenho Lusófono
Assiduamente apenas o Brasil participa do concurso. Mas estão constando abaixo também Angola e Portugal:

### Angola
| Ano  | Representante    | Cidade    | Colocação              |
| 2012 | Michaela Miranda | Ingombota | Semifinalista (Top 10) |
| 2013 | Isabel Nambaca   | Luanda    | Semifinalista (Top 10) |

#### Prêmios Especiais
- Miss Biquini: Michaela Miranda (2012)

### Brasil
| Ano  | Representante     | Estado           | Colocação              |
| 2010 | Thays Calmon      | Rio de Janeiro   |                        |
| 2011 | Vanessa Crippa    | Paraná           | Semifinalista (Top 15) |
| 2012 | Ligiah Saporski   | Paraná           | Semifinalista (Top 15) |
| 2013 | Carla Freitas     | Bahia            |                        |
| 2014 | Amanda Benvenutti | Santa Catarina   | Semifinalista (Top 10) |
| 2015 | Franciele Olivato | São Paulo        | Semifinalista (Top 15) |
| 2016 | Letícia Cappatto  | Rondônia         |                        |
| 2017 | Mariana Fernandes | Distrito Federal |                        |

#### Prêmios Especiais
- Miss Turista: Ligiah Saporski (2012)

- Miss Fotogenia: Amanda Benvenutti (2014)

- Melhor Traje Típico: Carla Freitas (2013)

- A Melhor em Salsa: Franciele Olivato (2015) [9]

### Portugal
| Ano  | Representante     | Distrito | Colocação              |
| 2012 | Susana Nogueira   | Lisboa   |                        |
| 2015 | Melissa Vieira    | Açores   | Semifinalista (Top 15) |
| 2016 | Patrícia Cabral   | Viseu    |                        |
| 2017 | Eliane de Sousa 1 | Benguela |                        |

1. Eliane vive em Londres, ganhou o "Miss Portugal-UK" mas nasceu em Benguela, na Angola.

## Ver Também
1. Miss Brasil Globo